# Antarcticythere
Antarcticythere is een geslacht van kreeftachtigen uit de klasse van de Ostracoda (mosselkreeftjes).

## Soorten
- Antarcticythere kerguelensis Schornikov, 1982
- Antarcticythere laevior (Mueller, 1908) Neale, 1967
- Antarcticythere peregrina (Scott, 1912)